# Босорка
Босорка  (мађ. boszorka,  зап. слов. Босорка), Босоркањ (мађ. boszorkány, укр. босорканя) или  босоркој (рум. bosorcoi) је митолошки лик народа Карпата (Мађара, Румуна, Словена), вештица или врачара са особинама вампира. Реч је мађарског порекла.   

## Мађарска митологија
Босорка се појављује у мађарској митологији. На мађарском језику мађ. boszorkány, boszorka  значи "вештица", "чаробница", "дух покојника", "чудовиште",  "ноћни дух".  Порекло другог облика је дискутабилно: или је то апстракција првог облика, или обрнуто позајмљивање из словачког језика.  

## Румунска митологија
Код Румуна рум. bosorcoi се спомиње првенствено у Трансилванији. Друге варијанте назива су: borsocoi, bosorcan, bosorcaie, bosorcă, bosorcaië, borsocaîe, borsocaie, borsocane, bortsokană, bosărcăi, bursucăii. 
Говорило се да Босорка постаје: дете рођено у кошуљи; жива одрасла особа; мртвац. Да преминули човек не би постао Босорка, саветовано је да стави бели лук у уста и да буде окренут лицем надоле у ковчегу. Босорка се може препознати по репу на телу, на глави или иза уха. 
Говорило се да се оне могу претворити у зеца, пса, вука, рибу, птицу. У коју животињу ће се Босорка претворити требало је да одреди бабица. Осим тога, веровало се да постоје Босорке не само „за животиње“, већ и „за ветар“, „за плес, за било коју ствар“. Да бисте се претворили у животињу, било је довољно само да звиждите. 
Вампиризам Босорки се манифестовао на следећи начин: веровало се да краду млеко од крава, сишу крв од људи и стоке и покушавају да их прободу стрелом. Бабице су рекле бебама да не раде ово друго, иначе ће им секиром пререзати гркљан. Против одузимања млека од крава постојале су следећа бајалица: „Нека се млеко врати крави, као што се звезде враћају на небо и како роса дође ноћу, нека Босорке не сметају овоме“. Идеје Румуна о Босоркама су блиске идејама Стригоја, Мороја и шаљивџија. 

## Словенска митологија

### Ширење мита и имена
Код Словена су митоними са кореном босор- присутни у пољској, моравској, словачкој и украјинској митологији. Тако је реч Босорка позната у 21. украјинском карпатском дијалекту, у исто време, реч вештица је коришћена у украјинским Карпатима, осим можда у Верховини и на местима где су таква веровања практично избрисана.  Реч је позната на већем делу територије Словачке, посебно у њеним западним и источним деловима. 
Код Словена је корен босор- присутан у следећим речима које означавају женске ликове: Пољак - bosiorka, bosorka; словачки  и моравски - Босорка, возорка, украјински - Босорка, бисурка, босирка, Босоркања (русински).  Мушки ликови се зову овако: словачки - bosorák, босорош, Босоркан, украјински - босоркун. 

### Општи изглед
Словени у лику Босорке комбинују слике источнословенске вештице, западнословенске Богинке и јужнословенских демона.    Веровало се да што Босорка има више душа (од једне до три), то је она јача и штетнија. У различитим деловима украјинских Карпата доминирали су различити аспекти слике: у Закарпатју су Босорке углавном схватане као чаробнице. Број Босорки је народ процењивао као велики: по пар, или чак 10-15 у сваком селу; било је места где је било довољно пуцнути прстима да се појави било неки број Босорки. У Закарпатју, Босорке или су доведене заједно са духовима или се веровало да оне настају после смрти. Као и све вештице, Босорки су тешко умирале. 
Веровало се да дању Босорке изгледају лепо, док ноћу попримају ужасан изглед: наборано лице, црвене очи, искривљена уста, длакаве ноге. Босорке су се приказивале и као жене равних груди у белом са дугим танким рукама и танким ногама, са пилећим шапама и репом.   Иако се напомиње да Босорке могу бити било које доби, у митолошким причама чешће су старије.  Босорке имају способност мењања облика,  могу да се претварају у жабе крастаче, мачке, псе, кокошке, свиње, сове, дивокозу, змије, слепе мишеве. Оне такође могу бити невидљиви. Веровало се да се Босорке разумеју у лековито биље и да их сакупљају за своје потребе. 
Према народном веровању, Босорке присуствују вештичјој суботи  сваког младог месеца или крајем месеца.  Тамо лете на метли, жарачу, лопати. Могле су и да путују у колима које вуку црне мачке  или да јашу мужа претвореног у коња или  неку другу особу. Веровало се да Босорке прати јак ветар. Ова окупљања су се могла одвијати у празним кућама, на планинским врховима, у пећинама.  Тамо су се Босорке заједно са вампирима и осталим створењима препуштале оргијама. Воле да плешу на месечини. 
Босоркама су се углавном приписивале делатности: узимање млека од крава,   "узимала је сламу, траву; скупљала росу на пашњаку на постељину која је потом постала млеко; позајмљивала од домаћице током тељења); друге штете по привреду и стоку; освета онима који су је препознали; љубавна чаролија; слање штете, болести, смрти, урока, застрашивање и одвођење људи на странпутицу, гушење,  замена људског детета својим ружним, плачљивим, које само седам година; одузимање млека породиљама. Босорке су били заслужне за контролу временских услова, како штетних тако и корисних, изазивање града, кише, грмљавине, ветра, олуја, суше, пожара. По народном веровању, за време сахране Босорке пада јака киша. Веровало се да су Босорке активније на Свету Луцију, Бадње вече, Богојављање, Ђурђевдан, четвртак и петак Страсне недеље, 1. мај, Ивановску ноћ. 
За препознавање Босоркиних трагова назначени су типични начини препознавања вештица: поглед кроз кључаоницу у цркви; израда посебне клупе између Свете Луције и Божића, на којој се за време божићне службе може видети Босорка; подударност рана на осакаћеној животињи у Ивановској ноћи и на жени следећег дана. Босорком се сматрала жена, која је на Божић дошла у кућу пре полажајника.  
За заштиту стоке од Босорки сматрали су се бели лук, першун, света вода, со, венац од ушију, трновито биље, метле, дрљача; кравама су давали да једу хлеб печен са сувим биљем или шипком и глогом; напунили би шталу љуском ораха које су јели на Бадње вече. Да Босорке не би поквариле млеко, ритуално су га солили или у њега стављали трипут пробушено парче хлеба. Да би се деца заштитила од Босорке, око врата им је качена кеса соли или белог лука, вучји зуб; изврнули би кошуљу наопачке, у колевку би стављали гвоздене предмете. За заштиту куће коришћене су гране бреста, огрозда, трна. 